# GASA Group
Die GASA Group ist ein international tätiges dänisches Großhandelsunternehmen für Zierpflanzen aller Art sowie Zubehör. GASA ist der größte dänische Exporteur von Topfpflanzen. Im Großhandel mit Blumen ist die GASA Group europäischer Marktführer. Hauptsitz der Unternehmensgruppe ist Odense.

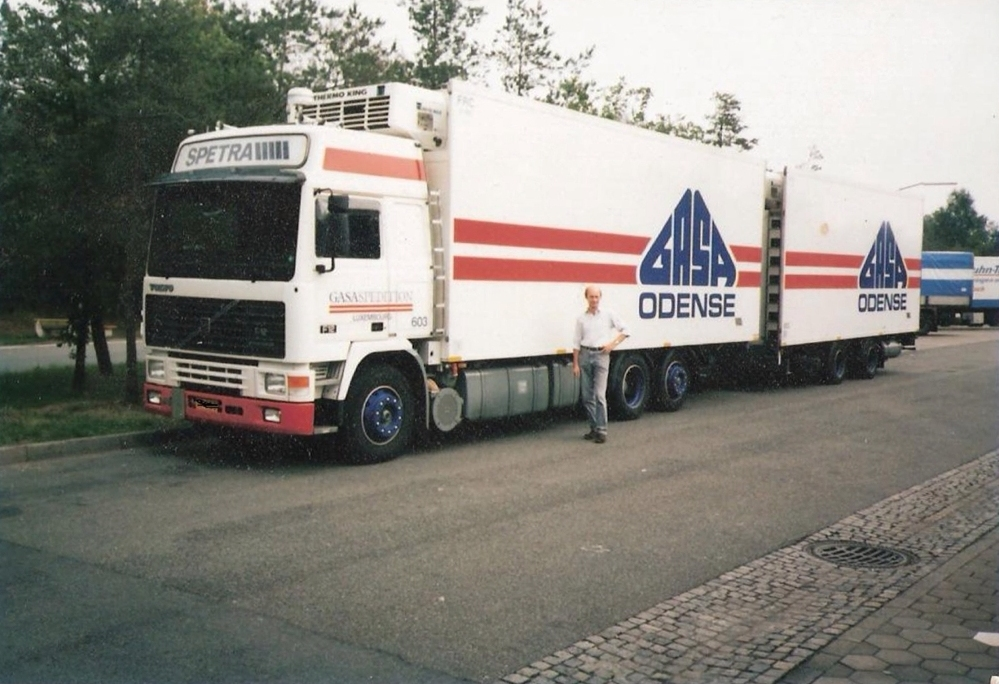
Typischer GASA LKW 1992

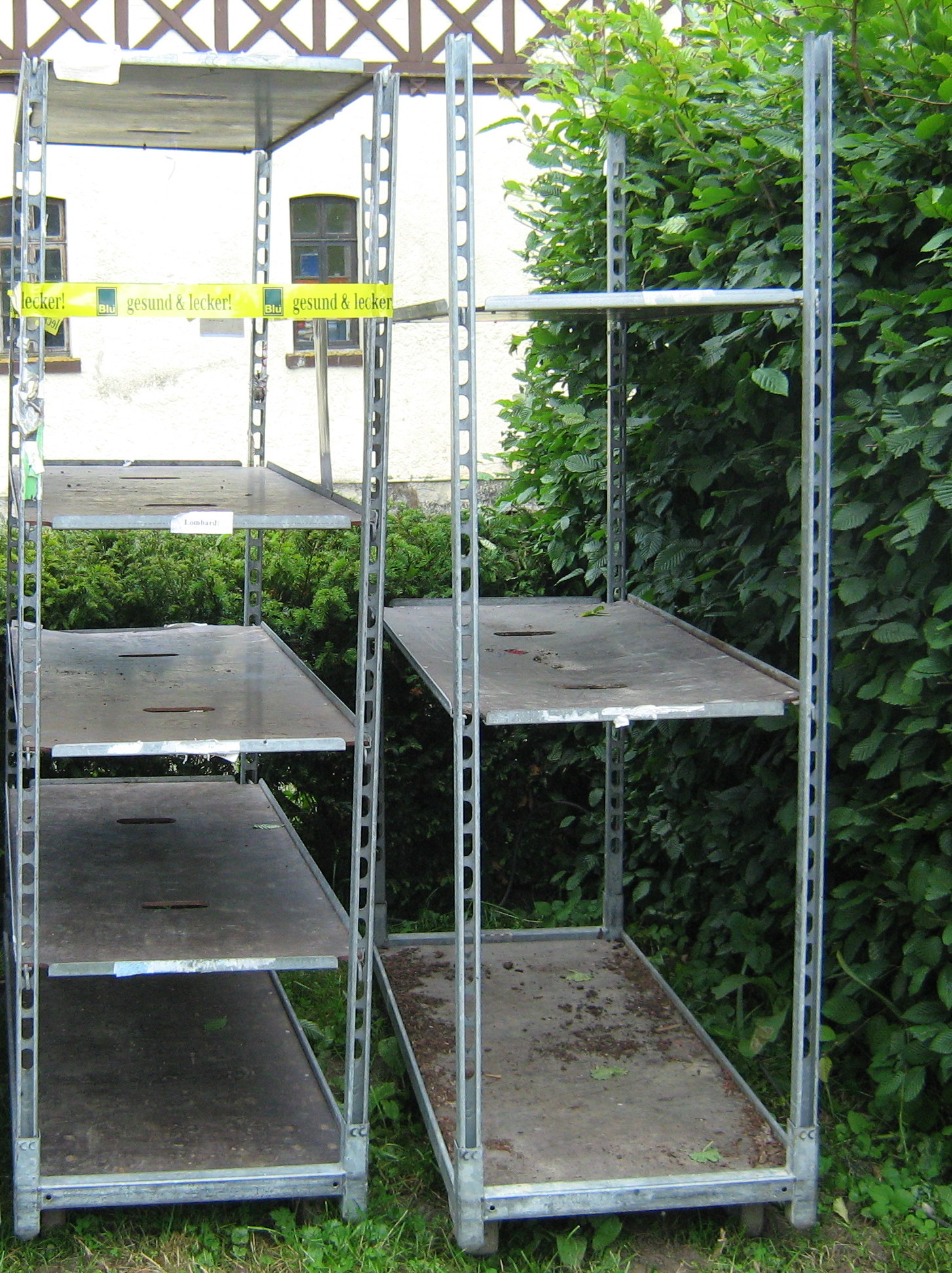
CC-Container der GASA Group

## Geschichte
Die GASA Group (GASA steht für Gartnernes Salgsforeninger, Handelsvereinigung der Gärtner) entstand aus dem Zusammenschluss der größten dänischen Pflanzenexportunternehmen: den 1929 gegründeten Gärtnergenossenschaften GASA Aarhus, GASA Odense Blomster und der Exposa. Sie schlossen sich 1994, nach vorhergehender Umwandlung von GASA Odense in eine Aktiengesellschaft und rechtlicher Ausgliederung des Geschäftsbereiches Obst und Gemüse, zunächst als weiterhin selbständige Gesellschaften unter dem Dach der GASA Group zusammen. Aus dem Geschäftsbereich Obst und Gemüse entstand die GASA Nord Grønt, die größte dänische Handelsorganisation für Obst und Gemüse. Die bereits seit 1994 geplante Fusion der selbständigen Pflanzenhandelsgesellschaften stieß zunächst auf großen Widerstand, insbesondere innerhalb der Mitglieder und Mitarbeiter von GASA Aarhus, wodurch sich der Vollzug bis zum 1. Juli 2000 verzögerte. Die Ursprungsgesellschaften bilden heute die GASA Group Denmark, die größte Tochtergesellschaft innerhalb der GASA Group. Bis Mitte der 2000er Jahre befand sich die GASA Group in erheblichen wirtschaftlichen Anpassungsschwierigkeiten und schrieb rote Zahlen, so dass Ende 2006 das Grundkapital aufgezehrt war. Im Jahr 2007 wurde die Gruppe umstrukturiert und alle Unternehmen und Aktivitäten der GASA Group in der GASA Holding zusammengefasst, in welche die GASA Group anfänglich 75 % ihrer Aktien einbrachte. Außerdem führten die Aktionäre Dänische Landwirtschaftsgesellschaft (DLG), Gartneriet PKM, Gartnernes Forsikring (Gärtnerversicherung) sowie eine Reihe weiterer Pflanzenproduzenten eine Kapitalerhöhung durch, womit die DLG 2008 Mehrheitsaktionär wurde.

## Struktur
Die Geschäfte sind nach Abnehmern eingeteilt in vier Bereiche:
- Wholesale: Verkauf an Großhändler, vor allem Topfpflanzengärtnereien; Anteil am Gesamtumsatz 2007: 57 %.
- Retail: Verkauf an Einzelhandelsketten, wie Lebensmitteldiscounter und Baumärkte; Anteil am Gesamtumsatz 2007: 32 %.
- Garden Center: Verkauf an Gartencenter
- Young Plants: Verkauf von Samen, Stecklingen, Jungpflanzen, Halbfertigpflanzen, Zwiebeln bzw. Knollen und Zubehör aus weltweitem Einkauf an Gärtnereien. Dieser Zweig besteht seit 1975; Absatz ca. 200 Millionen Pflanzen pro Jahr, Jahresumsatz über 26 Millionen Euro, davon 40 % in Dänemark, 60 % in Norwegen, Schweden, Deutschland, dem Vereinigten Königreich und Frankreich. In diesem Geschäftsbereich besteht ein Gemeinschaftsunternehmen mit dem auch in der Biotechnologieforschung aktiven dänischen Brauereikonzern Carlsberg, das im Carlsberg-Forschungszentrum angesiedelte Danbloom. Danbloom forscht in Zusammenarbeit mit dänischen Pflanzenproduzenten an der Entwicklung von neuen Sorten und Kulturen.

Nach Ländern ist die GASA Group untergliedert in vier dänische Tochtergesellschaften (die vollständigen Töchter GASA Blomsterselskabet Danmark A/S und GASA Young Plants A/S sowie eine Beteiligung von 60 % an Danita und von 50 % an ZenFlora) mit jeweils mehreren Unterabteilungen und in drei ausländische Ländergesellschaften (GASA Holland mit Sitz in Aalsmeer-Kudelstaart, GASA Germany mit Sitz in Kevelaer am Niederrhein und GASA Italia mit Sitz in Albenga). In Dänemark, den Niederlanden, Deutschland, dem Vereinigten Königreich, Schweden und Italien existieren eigene Verkaufsgesellschaften.

## Produkte
- Topfpflanzen (Blüh- und Grünpflanzen)
- Garten- und Kübelpflanzen (inklusive Beet- und Balkonpflanzen)
- Zwiebeln und Knollen
- Pflanzen für Anzuchtgärtnereien zur Weiterkultur
- Gestecke
- Tannengrün und Weihnachtsbäume

## Aktionäre
Die Aktien der Gesellschaft halten derzeit (Stand Ende 2007):
- die Dänische Landwirtschaftsgesellschaft (DLG, deren Mitglieder sind rund 30.000 dänische Landwirte): 47 %
- mehrere Banken und die dänische Gärtnerversicherung (Gartnernes Forsikring): 26 %
- mehrere große dänische Topfpflanzenproduzenten (darunter insbesondere die Gärtnerei PKM, europäischer Marktführer bei Glockenblumen sowie einer der führenden Produzenten von Weihnachts- und Osterkakteen, Markenname „Fairytale Flowers“): 27 %

## Kennzahlen
Die GASA-Gruppe erzielte 2014 insgesamt einen Umsatz von 2,1 Milliarden Dänischen Kronen, davon 25 % in Dänemark. Sie beschäftigt Ende 2015 rund 400 Mitarbeiter. Vorstandsvorsitzender des Unternehmens ist Lars Sørensen.